# Notocitellus annulatus
Notocitellus annulatus — вид гризунів родини Sciuridae. Він є ендемічним для Тихоокеанського узбережжя центральної Мексики. Це поширений вид, який харчується переважно фруктами та горіхами.

## Опис
N. annulatus має довжину від 383 до 470 мм, половина цієї кількості припадає на хвіст. Порівняно з каліфорнійським ховрахом (Otospermophilus beecheyi), він трохи менший, має стрункіші лапи та ширші, менш загострені вуха. Різці помаранчеві, а великі защічні мішечки відкриваються всередині рота. Верхівка та верхня частина тіла мають змішане чорнувато-коричневе та палеве волосся. Підборіддя, горло та низ палеві. Хвіст тонкий і не пухнастий, колір зверху змішаний палево-чорний, а знизу коричневий, приблизно з п'ятнадцятьма темними кільцями.

## Поширення та середовище
N. annulatus є ендемічним для західної Мексики, ареал його поширення простягається від штату Наяріт до штату Герреро. Це низинний вид, що мешкає на висоті близько 1200 метрів. Він займає різноманітні типи середовищ існування. Може жити в листяних лісах з деревами, вкритими лозою, або на більш відкритих схилах серед скель. Цей вид також мешкає на межах оброблюваних полів та на плантаціях олійних пальм (Elaeis guineensis), де земля вкрита опалим пальмовим листям та мескітовими чагарниками. Його нори часто рохташовані в стінах або дамбах, або приховані під розлогими кактусами чи чагарниками. Іноді він мешкає в дуплах дерев.

## Поведінка
N. annulatus харчується кукурудзою та іншим насінням, але переважно фруктами та горіхами. Їжа включає насіння олійної пальми, дикий інжир, насіння мескіту та м'ясисті плоди опунції (Opuntia); також може вживати комах. Тварина здебільшого пересувається по землі, метушачись з одного укриття в інше, іноді зупиняючись, щоб викопати якийсь шматочок, або сідаючи навпочіпки, щоб поїсти, тримаючи їжу в передніх лапах. Іноді підіймається на кілька метрів на невелике дерево та збирає їжу з низьких гілок. Злякавшись, тваринка може швидко піднятися на дерево, визирнути на непроханого гостя, обійти стовбур і спуститися на землю, тікаючи під укриттям до найближчої нори. Злякавшись на відкритому повітрі, може завмерти або бігти прямо до нори, часто зупиняючись біля входу, щоб коротко свистнути або цвірінькати. Розмноження відбувається в сухий сезон з грудня по червень.